# ファビアン・カリーニ
ファビアン・カリーニ（Héctor Fabián Carini Hernández, 1979年12月26日 - ）は、ウルグアイのモンテビデオ出身の元同国代表サッカー選手である。現役時代のポジションはゴールキーパー。

## クラブ経歴
8歳の頃から在籍するダヌービオFCでプロデビューした。2000年、SSラツィオに移籍しかけたが、ユヴェントスFCに移籍した。ユヴェントスではエトヴィン・ファン・デル・サールやジャンルイジ・ブッフォンの控えを務めた。2002年、アーセナルFCにレンタル移籍目前だったが、ベルギーのスタンダール・リエージュにレンタル移籍した。リエージュでの2年間は、カリーニがレギュラーとして過ごした数少ない期間である。試合中にPKを決めたこともある。2004年、ファビオ・カンナヴァーロとのトレードでインテル・ミラノに移籍する。しかしフランチェスコ・トルドの壁は厚く、数試合にしか出場できなかった。トルドの退場で訪れたセリエAデビュー戦では、PKを止める活躍を見せている。レンタル移籍したカリアリでも、アントニオ・キメンティにポジションを阻まれる。
2007-08年、5季を過ごしたイタリアに別れを告げ、スペインのレアル・ムルシアに移籍する。ムルシアにはパブロ・ガルシアやマリオ・レゲイロなどウルグアイ人選手が多数いた。11試合に出場したが、チームは2部に降格した。2008-09シーズンは出場機会が減少している。2009年にはブラジルのアトレチコ・ミネイロに移籍。2011年には母国のCAペニャロールに加入した。

## 代表経歴
1997年のワールドユースマレーシア大会では準優勝を飾った。同年の南米ユース選手権でも準優勝した。1999年のワールドユースナイジェリア大会では準決勝で日本と対戦して敗れた。カリーニはこの大会のベスト11に選出されている。同年6月17日のパラグアイ戦でウルグアイ代表デビューした。この試合では、PKを2本も止めている。同年7月のコパ・アメリカではグループリーグでは3位だったが、準々決勝・準決勝とPK戦で勝利を収めた。決勝でブラジルに敗退し、準優勝だった。2002年の日韓W杯では1次リーグで敗退した。2003年途中からは正GKの座をセバスティアン・ビエラなどに譲ったが、2005年途中から正GKに復帰した。2006年のドイツW杯では大陸間プレーオフでオーストラリアに敗れた。2007年のコパ・アメリカではグループリーグは3位だったが、準々決勝でベネズエラを破って4位に入った。2008年夏、フアン・カスティージョにポジションを奪われ、翌年代表から退いた。

## 代表歴

### 出場大会
- ウルグアイ代表
  - 2002 FIFAワールドカップ

### 試合数
- 国際Aマッチ 74試合 0得点（1999年-2009年）[1]

| ウルグアイ代表 | 国際Aマッチ | 国際Aマッチ |
| 年             | 出場        | 得点        |
| -------------- | ----------- | ----------- |
| 1999           | 10          | 0           |
| 2000           | 10          | 0           |
| 2001           | 10          | 0           |
| 2002           | 8           | 0           |
| 2003           | 1           | 0           |
| 2004           | 0           | 0           |
| 2005           | 6           | 0           |
| 2006           | 10          | 0           |
| 2007           | 13          | 0           |
| 2008           | 5           | 0           |
| 2009           | 1           | 0           |
| 通算           | 74          | 0           |